# Derviš Buturović
Derviš Buturović Fazlibegović (1885 Seonica, okres Konjic, Bosna a Hercegovina – 18. června 1974 Sarajevo, Federativní lidová republika Jugoslávie) byl bosenskohercegovský šarí‘atský soudce bosňáckého původu.

## Životopis
V Sarajevu navštěvoval Carovu a Gazi Husrev-begovu medresu, Daru-l-muallimin, učitelskou přípravku, a nakonec i Šarí‘atskou soudní školu (absolvoval 1911). Roku 1912 mu bylo Vakufsko-meárifským sněmem Islámského společenství v Bosně a Hercegovině nabídnuto stipendium, aby mohl studovat na Istanbulské univerzitě, Darülfünûn, to ale odmítl. Roku 1913 se stal čekatelem na šarí‘atského soudce v Cazinu, později sloužil také ve Fojnici a Foči, jako řádný soudce působil v Čajniče, Srebrenici, Konjici, Maglaji a Bosenském Brodu. Roku 1930 byl jedním ze tří navržených kandidátů na muftího v Banja Luce, nakonec se jím stal Sadik-efendija Džumhur. Penzionován byl roku 1946, kdy byly šarí‘atské soudy v Bosně a Hercegovině zrušeny.
Dlouhodobě byl aktivní v muslimském podpůrném spolku Gajret (Úsilí). Soustavně se věnoval publicistické činnosti, mj. publikoval v periodicích Novi Behar (Nový květ) a věstníku Islámského společenství. Překládal z arabštiny a sbíral lidovou slovesnost.
Buturović přivedl na svět čtyři děti, tři dcery a jednoho syna.